# Pierre Chevalier (cycliste)
Pour les articles homonymes, voir Pierre Chevalier et Chevalier.
Pierre Chevalier est un coureur cycliste français actif à la fin du XIXe et au début du XXe siècle.

## Palmarès
- 1899
  - 4e de Paris-Roubaix[1]
- 1900
  - Vainqueur du 3 000 mètres avec handicap des Jeux olympiques de Paris 1900[2]
- 1901
  - 3e de Toulouse-Luchon-Toulouse
  - 9e de Paris-Roubaix

## Résultats sur les grands tours

### Tour de France
- 1904 : disqualification[3].